# Asahi-Preis
Der Asahi-Preis (jap. 朝日賞, Asahi-shō) ist ein alljährlich vom Medienunternehmen Asahi Shimbun-sha vergebener Preis. Er wird in verschiedenen Kategorien an Einzelpersonen wie auch an Gruppen vergeben, die herausragende Leistungen auf dem Gebiet der Geistes- und Naturwissenschaften erbracht haben oder die sich durch außergewöhnliche Verdienste um den kulturellen und gesellschaftlichen Fortschritt verdient gemacht haben. Der Preis wurde 1929 zum 50. Jubiläum der ersten Ausgabe der Tageszeitung Asahi Shimbun vergeben.
Ursprünglich wurde der Preis in den drei Kategorien: Kultur, Wohlfahrt und Leibesertüchtigung vergeben und hieß Asahi Kulturpreis (朝日文化賞, Asahi Bunkashō), bis er 1979 in Asahi-Preis umbenannt wurde. Seit 1992 kümmert sich die Asahi Shimbun bunka zaidan (朝日新聞文化財団; „Asahi-Shimbun-Kulturstiftung“; engl. "The Asahi Shimbun Foundation") um die Organisation und Vergabe des Preises. In der Regel werden bis zu fünf Personen ausgezeichnet. Die Preisträger werden Anfang Januar bekannt gegeben. Die feierliche Übergabe des Preises findet gemeinsam mit der Überreichung des Osaragi-Jirō-Preises und des Osaragi-Jirō-Kritiker-Preises (大佛次郎論壇賞) Ende Januar statt. Die Laureaten erhalten eine Bronzestatuette in Frauengestalt und ein Preisgeld in Höhe von 5 Millionen Yen.
Bisher wurden 459 Einzelpersonen und 27 Gruppen ausgezeichnet (Stand: 2015).

## Preisträger

### 1929 bis 1930
- 1929
  - Tsubouchi Shōyō (Schriftsteller) – für die Übersetzung der gesammelten Werke Shakespeares ins Japanische und die Einrichtung eines Theatermuseums (演劇博物館, Engeki hakubutsukan)
  - Suhara Toyotaro (Maschinenbauingenieur) – für die Erfindung einer Hochgeschwindigkeitskamera
  - Maeda Seison (Maler) – für den Stellschirm Dōkutsu no Yoritomo, „Yoritomo in der Höhle“

- 1930
  - Sasaki Nobutsuna (Schriftsteller) – für seine Studie zur ältesten japanischen Lyriksammlung Man’yōshū
  - Yamamoto Tadaoki (Elektrotechniker) – für seine Arbeiten rund um das Fernsehen
  - Kawabata Ryūshi (Maler und Haiku-Dichter) – für die zweite Ausstellung japanischer Kunst Gyomon (魚紋) des von ihm gegründeten Künstlerkreises Seiryusha und für Sōen (草炎)
  - Uchida Minoru – für seine Forschung über Andō Hiroshige, den Meister des japanischen Farbholzschnittes

### 1931 bis 1940
- 1931
  - Hoshino Shozaburō und Yamamoto Samurō für ihre Forschungen zur chemischen Reinheit von Seidenfäden

- 1932
  - Takakusu Junjirō (Buddhologe) – für die Herausgabe und Redaktion der Taishō Shinshū Daizōkyō
  - Mitsuya Kunishirō (Maler) – für die 13. kaiserliche Kunstausstellung Himōsen
  - Suzuki Junichi – für die Erfindung der Universal Micro-Printing Method
  - Nakanishi Kinsaku – für die Erfindung elektrischer Maschinen zur Herstellung gemusterter Webstoffe und Papiere

- 1933
  - Ihara Toshirō (Theaterkritiker und Bühnendichter) – für seine drei Werke: Nihon Engekishi (日本演劇史 ‚Geschichte der japanischen Schauspielkunst‘), Kinsei Nihon Engekishi (近世日本演劇史 ‚Geschichte der modernen japanischen Schauspielkunst‘) und Meiji Engekishi (明治演劇史 ‚Geschichte der Schauspielkunst der Meiji-Zeit‘)
  - Yokoyama Taikan (Maler) – für die 20. Ausstellung der japanischen Kunstakademie: Mushi no ne

- 1934
  - Tanaka Kōtarō (Rechtsgelehrter) – für die Herausgabe von Sekaihō no Riron (世界法の理論)
  - Takamatsu Takashi – für seine Forschungen über optische Gläser
  - Kanō Jigorō (Begründer des Jūdō) – für seine Verdienste rund um Jūdō

- 1935
  - Shimazaki Tōson (Schriftsteller) – für seinen Roman Yoake mae (夜明け前 ‚Vor der Dämmerung‘)
  - Mukiyama Heiichi (Elektrotechniker) – für seine Forschung zur Unterwasserkommunikation
  - Kimura Hisashi (Astronom) – für die Antizipation der Breitengrade

- 1936
  - Makino Tomitarō (Botaniker) – für seine Arbeiten zur Klassifikation der japanischen Pflanzenwelt
  - Okabe Kinjirō (Elektrotechniker) – für seine Forschung über Mikrowellen
  - Tokunaga Shigeyasu (Zoologe) – für die erste Veröffentlichung eines wissenschaftlichen Forschungsberichts über die Mandschurei

- 1937
  - Tanaka Shōhei (Physiker und Eisenbahn-Ingenieur) – für seine Forschung zur Reinen Stimmung
  - Iinuma Masaki (Pilot) und Tsukagoshi Kenji (Flieger) – für ihren Weltrekordflug von Japan nach Europa

- 1938
  - Hosoya Seigo (Bakteriologe) – für die Verfeinerung und Anwendung bakterieller Toxine
  - Fujita Yūzō (Oberleutnant des Heeres), Takahashi Fukujirō und Sekine Kinkichi

- 1939
  - Hashimoto Kansetsu (Maler) – für sein Werk Gumba nidai (軍馬二題)
  - Koiso Ryōhei (Maler) – für seine Werke Nanking chūkamon sentōzu (南京中華門戦闘図) und Heiba (兵馬)
  - Hino Ashihei (Schriftsteller) – für seine Trilogie über den Krieg
  - Kawase Makoto, Ogawa Tōru und Yokota Toshio – für ihre Forschungen über Methoden der direkten Kohleverflüssigung
  - Miyama Tatsuzo und Abe Ryōnosuke – für ihre Forschungen über Methoden der Kohleverflüssigung
  - Kudo Koki – für seine Forschung über Methoden der Kohleverflüssigung
  - Tsukada Tarō – für die Erfindung von Geräten zur Übertragung von Rundfunkwellen
  - Nakao Sumitoshi (Pilot), Yoshida Shigeo, Shimokawa Hajime, Saeki Hiroshi, Sato Nobusada und Yaokawa Chosaku – für die Umrundung der Erde per Flugzeug

- 1940
  - Ishihara Shinobu (Militärarzt) – für seine Forschung über die Symptome der Farbenblindheit
  - Kawai Gyokudō (Maler) – für sein Gemälde Saiu (彩雨)
  - Satō Seizō (Bildhauer) – für seine Bronzestatue des Nara-Beamten Wake no Kiyomaro[5]
  - Taki Seichi (Kunsthistoriker) – für seine Verdienst um die Beförderung der ostasiatischen Kunst mit der Zeitschrift Kokka
  - Yanagita Kunio (Kulturanthropologe) – für den Aufbau und die Verbreitung der japanischen Volkskunde
  - Yamada Kōsaku (Komponist) – für sein sinfonisches Werk

### 1941 bis 1950
- 1941
  - Kugimiya Iwao (Politiker), Arima Hiroshi und Kano Kenji – für ihre Verdienst beim Bau des Shimonoseki-Tunnels für die Japanische Staatsbahn
  - Kubota Yutaka (Geschäftsmann), Sato Tokihiko und Tamaki Shoji – für die Konstruktion der Supung-Talsperre
  - Miyoshi Matsukichi und Kazaoka Kenichirō – für die Planung und Herstellung der Turbinen der Supung-Talsperre
  - Yasuda Yukihiko (Maler) – für seine Gemälde Camp at Kisegawa[6]

- 1942
  - Tsuguharu Fujita (Maler) – für seine Militärkunst wie das Ölgemälde Singapur saigo no hi (シンガポール最後の日) zur Schlacht um Singapur
  - Nakamura Kenichi (Maler) – für sein Gemälde Kota Bharu (コタ・バル)
  - Nobutoki Kiyoshi (Musiker) – für die Komposition des Liedes Umi Yukaba
  - Iwata Toyoo (Schriftsteller) – für seinen Roman Kaigun (海軍)
  - Japanische Filmgesellschaft Nippon Eiga-sha für Filme wie Marē no senki (マレー戦記) über die Japanische Invasion der Malaiischen Halbinsel
  - Yoshida Eiza und Yoshida Bungoro für ihre 60 Jahre währende Bühnentätigkeit
  - Nishina Tamotsu – für seine Forschung über Werkstoffe für die Elektrifizierung
  - Hasegawa Shuji – für seine Forschung zu einer Chemotherapie für Tuberkulose
  - Sakai Yoshio, Hishinuma Kenji und Yo Toku – für ihre Forschung zu Behandlungsmethoden chronischer Drogenabhängigkeit und allgemeiner Erkrankungen durch Giftstoffe

- 1943
  - Tanakadate Aikitsu (Geophysiker) – für seine Verdienste um die Entwicklung der Luftfahrt in Japan
  - Iimori Satoyasu – für die Erforschung seltener Elemente
  - Naruse Masao – für seine Forschung zu Zahnrädern
  - Kawada Jun – für seine Untersuchung patriotischer Waka
  - Morohashi Tetsuji – für die Herausgabe des großen Kanji-Lexikons (大漢和辞典, Dai kanwa jiten)
  - Miyamoto Saburō – für sein Gemälde (海軍落下傘部隊メナド奇襲, etwa: Überraschungsangriff der Marine-Fallschirmjäger auf Manado)

- 1944
  - Nishina Yoshio – für seine Forschung zur künstlichen Umwandlung von Elementen und der kosmische Strahlung
  - Seo Teishin – für seine Forschung zu einem Heilverfahren durch arterielle Injektion
  - Tōa Archeological Society an Shimamura Kozaburo als Stellvertreter – für ihre archäologischen Forschungen in der Mongolei
  - Umewaka Mazaburo – für seine Beiträge und Forschung zur Kultivierung des No-Theaters
  - Omata Hisao, Tanaka Hisayoshi, Shimazaki Kiyoshi, Sakamoto Sadaji, Morimatsu Hideo und Hahiro Ishio – für eine Weltrekord bei der Reichweite und einen nationalen Geschwindigkeitsrekord im Fliegen

- 1945
  - keine Preisvergabe

- 1946
  - Shin’ichirō Tomonaga – für seine Mesonentheorie und die „Super-Many-Time“-Theorie
  - Nakahara Warō – für seine Forschung zum Vitamin L

- 1947
  - Kaizuka Shigeki – für seine Forschung zum chinesischen Altertum
  - Kabuki-Schauspielergruppe Zenshinza
  - Masuyama Motosaburō – für seine Theorie der Abschätzung durch Probenentnahme und deren praktische Anwendung

- 1948
  - Tanizaki Jun’ichirō (Schriftsteller) – für seinen Roman „Die Schwestern Makioka“
  - an die Abteilung für Unterrichtsfilme der Nihon Eiga Sha
  - Sakata Shōichi – für sein Postulat eines zweiten schwereren Mesons in der Nachfolge der Theorie von Hideki Yukawa

- 1949
  - Harada Keiichi – für seine Forschungen zur Keilschrift
  - Hayashi Kenzō – für die Erforschung alter asiatischer Musik und die Restaurierung alter Musikinstrumente des Shōsō-in
  - Miyaji Masashi – für seine Forschung zu Abweichungen bei der geographischen Länge

- 1950
  - Habara Yukichi – für seine Forschung zur Wirtschaftsgeschichte des japanischen Fischereifangs
  - Mizuno Seiichi und Nagahiro Toshio (Kunsthistoriker) – für die Erforschung der Yungang-Grotten
  - Imai Isao – für seine theoretischen Arbeiten zu Luftströmungen mit hoher Geschwindigkeit
  - Miki Shigeru – für die Erforschung des Urweltmammutbaums (Metasequoia)

### 1951 bis 1960
- 1951
  - Japan-Sinfonieorchester (heute: NHK-Sinfonieorchester) – für 25 Jahre Engagement die japanische Musik in die gesamte Welt getragen zu haben
  - Nozoe Tetsuo (Chemiker) – für seine Forschung zum Hinokitiol
  - Yoshida Tomizō (Pathologe) – für die Erforschung des Yoshida-Sarkoms

- 1952
  - Research committee on Chinese agricultural practices an Noboru Niida als Stellvertreter – für die Untersuchung chinesischer Landgemeinden
  - Iwasaki Ken – für seine Forschung zur Azotometrie
  - Kurotsu Toshiyuki – für seine Forschung zum vegetativen Nervensystem

- 1953
  - Tsuji Zennosuke – für die Erforschung der Geschichte des japanischen Buddhismus
  - Tamura Jitsuzo und Kobayashi Yukio – für die Erforschung des Qingling-Mausoleums aus der chinesischen Liao-Dynastie
  - Oka Kiyoshi (Mathematiker) – für seine Forschung zur Theorie der Funktionen mit mehreren komplexen Variablen
  - Motokawa Koichi – für seine Forschung zum Farbempfinden

- 1954
  - Daisetz Teitaro Suzuki (Autor) – für das Verdienst die Ideengeschichte des japanischen Buddhismus im Ausland bekannt gemacht zu haben und für die Anthologie seiner Werke
  - Chiri Mashiho (Linguist) – für sein Wörterbuch mit einer Einteilung der Ainu-Sprachen
  - Oka Harumichi und Kumabe Hideo – für seinen Beitrag zur Röntgendiagnose der Lungentuberkulose und für seine Veröffentlichungen zur Interpretation der Röntgenaufnahmen
  - Tsuboi Chūji (Geophysiker) –

- 1955
  - Yoshikawa Eiji (Schriftsteller) – für sein Werk „Neues Heike Monogatari“ (新・平家物語 Shin Heike Monogatari)
  - Yanagisawa Ken, Ebina Toshiaki, Obayashi Yoji, Toda Tadao und Kawamori Yuzo – für ihre Forschung zu einer Herstellungsmethode für eine trockene Form des BCG-(Bacillus Calmette–Guérin)-Vakzins
  - Miyake Shizuo und Ueda Ryōji (Physiker) – für ihre Dynamical Theory of Diffraction zur Wechselwirkung von Wellen mit einem Kristallgitter

- 1956
  - Umehara Ryūzaburō (Maler) – für seine Gemälde vom Fuji (富士山図)
  - Kikan Ikeda – für seine achtbändige Ausgabe des Genji Monogatari (源氏物語大成)
  - Nishioka Toranosuke – für seine Forschung zur Geschichte der Shōen und die Veröffentlichung seiner Ergebnisse in einer dreibändigen Buchausgabe
  - Sudo Toshio – für seine mineralogische Erforschung von Ton aus vulkanischem Material
  - Kihara Takusaburō – für die Erforschung von „extra vascular fluid pathways“[7]

- 1957
  - Takeuchi Rizō (Historiker) – für sein 15-bändiges Werk Heian inbun (平安遺文), einer chronologischen Sammlung historischer Dokumente, Steinaufschriften, von Vor- und Nachworten etc.
  - Toda Hiroshi (Mathematiker) – für seine Arbeit über die Homotopie in der mathematischen Topologie
  - Kanaguri Shisō (Marathonläufer) – für seine langjährigen Leistungen im Marathonsport

- 1958
  - Research group of the history of agricultural development an Tohata Seiichi als Stellvertreter – „Geschichte und Entwicklung der japanischen Landwirtschaft“ (日本農業発達史)
  - Matsumura Takeo – für die Erforschung japanischer Mythen (Shinwa)
  - Umezawa Hamao (Mikrobiologe) – für seine Forschung zu Antibiotika, insbesondere für die Entdeckung der Kanamycine
  - Yasumatsu Keizo – für seine Forschung zur Bekämpfung schädlicher Insekten durch natürliche Feinde
  - Tobita Tadayori – für seine Verdienste um das Baseballspiel bei Schülern und Studenten

- 1959
  - Yanagi Muneyoshi – für seine Verdienst um die Einrichtung des Museums für japanische Volkskunst und die Volkskunst selbst
  - Ichikawa Jukai (Kabuki-Schauspieler) – für die Erschaffung eines neuen künstlerischen Stils im Kabuki
  - Takahashi Hidetoshi und Goto Eiichi – für die Fertigstellung eines Parametron-Computers
  - Reona Esaki – für die Erfindung der Esaki-Diode
  - Iwasawa Kenkichi – für seine Forschung zur Zahlentheorie unter Verwendung topologischer Methoden
  - Yamamura Yūichi (Immunologe) – für seine biochemischen Forschungen zum Tuberkulose-Erreger

- 1960
  - Tsuda Sōkichi – für seine Leistungen in der Geschichtswissenschaft
  - Yasugi Sadatoshi – für seine jahrelangen Verdienste um die Vermittlung der russischen Sprache und für sein Lexikon der russischen Sprache (岩波ロシア語辞典 Iwanami roshiago jiten)
  - Nakamura Gakuryō – für die Fertigstellung des Wandgemäldes im Shitennō-ji
  - Yamashita Maki – für die Fertigstellung des Wandgemäldes in der fünfstöckigen Pagode des Shitennō-ji
  - Matsumoto Tatsurō – für die Erforschung der kreidezeitlichen Ammoniten in Japan und dem Nord-Pazifik
  - Kato Toshio – für seine Forschungen zur physikalischen Mathematik
  - Okunuki Kazuo – für seine Forschung zum Cytochrom

### 1961 bis 1970
- 1961
  - Hasegawa Shin (Schriftsteller) – für seine Leistungen um die Belletristik und Schauspielkunst und für die Ausgabe seiner gesammelten Theaterstücke
  - Maekawa Kunio (Architekt) – für seine Verdienste um eine moderne Architektur, die er in einer Reihe von Arbeiten wie dem Tōkyō Bunka Kaikan verwirklicht hat
  - Kota Rentaro – für seine herausragenden Arbeiten zur Sinologie
  - Tabuchi Jurō – für seine Verdienst bei der Stadtplanung in Nagoya
  - Katsuki Yasuji (Physiologe) – für seine Forschung zum Hörsinn
  - Universität Osaka, Magnetic-Theory-Forschungsgruppe an Takeo Nagamiya als Stellvertreter – für die theoretische Forschung zu magnetischen Körpern
  - Takahara Shigeo – für die Entdeckung und Erforschung der Akatalasie

- 1962
  - Umehara Sueji (Archäologe) – für seine herausragenden Leistungen auf dem Gebiet der Archäologie
  - Sakamoto Hanjirō (Maler) – für seine Bilderserie zu Nō-Masken und Nō-Texten
  - Shibusawa Keizo – für seine Leistungen auf den Gebieten der Ethnologie und Volkskunde
  - Hanayagi Shotarō – für seine langjährigen Leistungen in der Theaterwelt
  - Matsushima Yozō – für seine Theorie stetiger Gruppen („continuous groups“)
  - Fukui Shuji und Miyamoto Shigenori – für ihre Forschung und Entwicklung der Funkenkammer
  - Planungsbüro für Kraftwerk Nr. 4 am Kurobe-Fluss an Nose Masanori als Stellvertreter
  - Okabe Heita – für seine Leitungen und Verdienste um den Marathonsport

- 1963
  - Redaktion, die die “Kokushi Taikei”, frühe historische Schriften kompilierte, an Jirō Maruyama als Stellvertreter
  - Zenchiku Yagoro – für seine herausragende Performance als Darsteller und seine Verdienst im Nō
  - Midoro Masuichi – für seine Erfolge und Leistungen um die Einrichtung einer privaten Fluggesellschaft
  - Ito Kisaku – für seine langjährigen Verdienste als Bühnenbildner
  - Kusumoto Masatsugu – für seine Forschung zum Konfuzianismus in der Song-Dynastie
  - Kozai Yoshihide (Astronom) – für seine Forschung zu Raumsonden
  - Ono Yoshiro
  - Kimoto Seiji – für seine Leistungen auf dem Gebiet der Herz- und Gefäßchirurgie
  - Sakakibara Shigeru – für seine Errungenschaften auf dem Gebiet der Herzchirurgie
  - Teruoka Gito – für die Einrichtung und Entwicklung von Arbeitsstudien in Japan

- 1964
  - Ishida Mosaku
  - Naka Kansuke
  - Osaragi Jirō
  - Shikō Munakata
  - Tange Kenzō
  - Tokyo Cinema KK an Sozo Okada als Stellvertreter
  - an die Ingenieurgruppe, die den Shinkansen entwickelte, an Shima Hideo als Leiter
  - Hayaishi Osamu
  - Tsuda Kyosuke, Hirata Yoshimasa, Nitta Isamu und Yokoo Akira
  - Fujino Tsunesaburō (Mediziner), Takikawa Iwao, Fukumi Hideo und Sakazaki Riichi – für die Entdeckung und Erforschung des Bakteriums Vibrio parahaemolyticus

- 1965
  - Niida Noboru
  - Tsuchiya Takao
  - Yashiro Yukio
  - Kurosawa Akira
  - Hayashi Chūshirō (Astrophysiker)
  - Nakazawa Yoshio und Saeki Tatsuo

- 1966
  - Omodaka Hisataka
  - Hayashi Takeshi (Maler) – für seine Verdienste um eine konkrete Malerei und sein Gemälde „Nackte Frau“ (裸婦, Rafu)
  - Takizawa Osamu (Schauspieler)
  - Ogino Kyusaku (Gynäkologe)
  - Egami Fujio
  - Forschungsgruppe zur Minamata-Krankheit der medizinischen Fakultät an der Universität Kumamoto, an Kutsuna Masachika als Stellvertreter

- 1967
  - Fukushima Masao
  - Takata Osamu
  - Takemoto Tsunematsu und Nakanishi Koji (Chemiker) – für die Entdeckung pflanzlicher Häutungshormone der Insekten[8]
  - Hironaka Heisuke (Mathematiker)

- 1968
  - Iwao Seiichi – für seine Verdienste das Feld der japanischen Geschichtsforschung durch historisches Material aus dem Ausland erweitert zu haben
  - Sugimura Haruko (Schauspielerin) – für ihre langjährige Theatertätigkeit und die landesweiten Touren mit dem Theaterstück „Das Leben einer Frau“ (女の一生, Onna no isshō) von Morimoto Kaoru
  - Ebashi Setsurō (Physiologe) – für seine Forschung zur Rolle de Calciums für den Mechanismus der Muskelkontraktion
  - Primaten Forschungsgruppe unter der Leitung von Miyaji Denzaburō und Kinji Imanishi – für ihre Forschung zu Primaten, insbesondere zu den Japanmakaken

- 1969
  - Yabuuchi Kiyoshi (Wissenschaftshistoriker) – für seine Leistungen zur Erforschung der chinesischen Wissenschafts- und Technikgeschichte wie etwa dem astronomischen Kalender in China
  - Sato Mikio (Mathematiker) und Komatsu Hikosaburo – für ihre Leistungen um eine Theorie und die praktische Anwendung der Distribution
  - Shirakabe Hikō, Ichikawa Heizaburō und Kumakura Kenji – für ihre Verdienste um eine Frühdiagnostik von Krebs durch eine zweifache Kontrastradiographie beim Darmröntgen

- 1970
  - Ōtsuka Hisao (Wirtschaftshistoriker) – für seine Verdienste um eine sozialwissenschaftliche Methodologie und die Erforschung der Wirtschaftsgeschichte
  - Yoshikawa Kojirō – für seine Verdienste um die Erforschung der chinesischen Literatur
  - Nagakura Saburō (Physikochemiker) – für seine Arbeit „Forschung zur Elektronentheorie molekularer Verbindungen“
  - Okazaki Reiji (Molekularbiologe) – für seine Forschung zu einem Mechanismus der DNA-Replikation

### 1971 bis 1980
- 1971
  - Watanabe Kazuo – für seine Leistungen und Forschung zur französischen Literatur mit Schwerpunkt auf der Renaissance
  - Fukuyama Toshio – für seine Forschung zur japanischen Architekturgeschichte
  - Oi Jisaburō – für seine Verdienste um die Taxonomie der japanischen Flora
  - Okada Yoshio (Biologe) – für seine Analyse der Zellfusion

- 1972
  - Hayashi Tatsuo – für seine Verdienste als Kritiker und Forscher der modernen Zivilisation und Geistesgeschichte der westlichen Welt
  - Gesellschaft für Kulturaustausch zwischen Japan und China, an Kenzo Nakajima als Stellvertreter – für ihre langjährigen Verdienst um den chinesisch-japanischen Kulturaustausch
  - Mizutani Yaeko (Schauspielerin) – für ihre langjährige Aufführungspraxis und ihre Performance im Nationaltheater „Taki no Shirato“ (滝の白糸)
  - Ichikawa Fusae – für ihre Verdienste um die Verbesserung der gesellschaftlichen Stellung der Frau und die politische Bildung der Wähler
  - Asakura Sho und Iino Tetsuo – für ihre Forschung zur Bildung bakterieller Flagellen
  - Hayashi Hideo – für seine Forschung inflammatorischer Krankheitsausbrüche und Kontrollmechanismen

- 1973
  - Tsubota Jōji – für seine langjährigen Leistungen um die Jugendliteratur und seine 10-jährige Tätigkeit für die Zeitschrift Biwa no migakkō (びわの実学校)
  - Kuraishi Takeshirō – für seine Forschung zur chinesische Sprache und die Herausgabe eines Lexikons
  - Suenaga Masao (Archäologe) – für seine jahrelangen Leistungen auf dem Gebiet der japanischen Archäologie
  - Ishizaka Kimishige (Immunologe) und Ishizaka Teruko (Immunologin) – für ihre Entdeckung des Immunglobulin E
  - Hayakawa Sachio – für seine Forschung zur Theorie und Vorhersage hochenergetischer Himmelskörper

- 1974
  - Arahata Kanson (Sozialist) – für seine Leistungen als Schriftsteller und sein Engagement in sozialen Bewegungen
  - Yamamoto Yasue (Schauspielerin) – für ihre mehr als 50 Jahre währende Theatertätigkeit und für mehr als 700 Aufführungen des Stückes Yūzuru
  - Kuwabara Takeo (Literaturwissenschaftler) – für die Organisation und Leitung gemeinsamer Forschung in den Geisteswissenschaften
  - Yamakawa Tamio – für seine Forschung zur Biochemie der Glycolipide
  - Osawa Fumio – für seine Forschung zur Biophysik lebender Körper

- 1975
  - Ōoka Shōhei (Schriftsteller) – für seinen Beitrag zur Nachkriegsliteratur und für die Fertigstellung der Gesamtausgabe seiner Werke
  - Shindō Kaneto (Regisseur und Drehbuchautor) – für seinen Beitrag zum Independentfilm
  - Hagihara Yusuke – für seine Sammlungen zur Himmelsmechanik
  - Kikuchi Yoshimitsu und Wagai Toshio – für seine Verdienste um die Einrichtung der Ultraschalldiagnostik
  - Forschungsgruppe des Institute for Materials Research, der Universität Tohoku, Zweigstelle Oarai stellvertretend an Yajima Seishi (Ingenieur)

- 1976
  - Saito Yoshihiko – für seine Forschung zu Komplexen aus Übergangsmetallen
  - Kanai Kiyoshi – für seine Forschung zur praktischen Anwendung erdbebensicheren Designs bei dynamischen Erdstößen
  - Natori Reiji – für seine Forschung zur Herstellung von Muskelfasern
  - Hattori Shinsuke – für seine Verdienste um die Pflanzentaxonomie und die japanische Bryologie

- 1977
  - Nakano Shigeharu – für seine langjährigen Verdienste um die Literatur
  - Senda Koreya – für seine langjährigen Verdienste um das modernes Theater
  - Forschungsgruppe, die einen geostationären Satelliten entwickelte; stellvertretend an Akiyoshi Matsuura (Präsident) der National Space Development Agency (NASDA)
  - Monji Masami und Saeki Toshiro – für ihre Forschung und Theorie zur Photosynthese in Pflanzengemeinschaften
  - Itō Kiyoshi – für die Erforschung stochastischer Prozesse

- 1978
  - Kanaseki Takeo – für die Erforschung des Yayoi-Menschen und für anthropologische Forschungen in Nashima
  - Asahina Takashi (Dirigent) – für seine Verdienste rund um die Sinfonie
  - Domon Ken – für seine langjährigen Leistungen als Fotograf
  - Fujita Setsuya – für seine Forschung zur Zellgenetik des zentralen Nervensystems

- 1979
  - Komatsu Shigemi
  - Kondo Jun
  - Forschungsgruppe für Hepatitis B, an Oda Toshitsugu als Stellvertreter
  - Miki Yasumasa
  - Tabata Masaji

- 1980
  - Nogami Yaeko (Schriftstellerin) – für ihre Verdienste um die Gegenwartsliteratur
  - Arita Isao – für seine Leistungen um die Ausrottung der Pocken
  - Ōhara Museum of Art

### 1981 bis 1990
- 1981
  - Takeuchi Gaishi
  - Kasai Morio
  - Tonegawa Susumu
  - Honjo Tasuku
  - Ishikawa Jun
  - Tada Tomio

- 1982
  - Nakano Yoshio
  - Izutsu Toshihiko (Islamwissenschaftler) – für seine islamwissenschaftlichen Studien und seine Forschungen in vergleichender Religionswissenschaft
  - Shiba Ryōtarō
  - Honda Kenichi, Fujishima Akira
  - Numa Shosaku, und Nakanishi Shigetada

- 1983
  - Sata Ineko (Schriftstellerin) – für ihre langjährige Tätigkeit als Schriftstellerin und ihren Beitrag zur Gegenwartsliteratur
  - Kamekura Yūsaku (Designer) – für seine Verdienste das japanische Design auf ein internationales Niveau gebracht zu haben
  - Minamoto Toyomune
  - Watanabe Masaki
  - Kakiuchi Shiro
  - Hanafusa Hidesaburō

- 1984
  - Inoue Yasushi (Schriftsteller) – für seine langjährigen literarischen Leistungen und seine Verdienste um den internationalen Kulturaustausch
  - Takemitsu Tōru (Komponist) – für seine internationalen Kompositionen
  - Saitō Yoshishige
  - Produktionsteam der Dokumentation Die Seidenstraße des japanischen Fernsehens NHK
  - Nishizawa Junichi
  - Takahashi Michiaki

- 1985
  - Maruyama Masao (Historiker und Politikwissenschaftler)
  - Kinoshita Junji
  - Ozawa Seiji
  - Miyagawa Kazuo
  - Hayashi Izuo
  - Nishizuka Yasutomi

- 1986
  - Kawakita Kashiko
  - Nakamura Yukihiko
  - Kimura Motoo
  - Tonomura Akira
  - Takatsuki Kiyoshi, Miyoshi Isao, Hinuma Yorio und Yoshida Mitsuaki
  - Tomizawa Junichi

- 1987
  - Isozaki Arata (Architekt) – für seine Leistungen um die Architektur und Gegenwartskultur
  - Tezuka Osamu (Mangaka) – für seine kreativen Leistungen im Bereich Manga und Anime in der Nachkriegszeit
  - Mori Hanae
  - Umesao Tadao
  - Kashiwara Masaki und Kawai Takahiro
  - Masatoshi Koshiba stellvertretend für das Kamioka Neutrino Observatory
  - Matsuo Hisayuki

- 1988
  - Asakura Setsu
  - Sato Churyo
  - Noma Hiroshi
  - Yodogawa Nagaharu
  - Yamaguchi Seishi
  - Akaike Hirotsugu
  - Kishimoto Tadamitsu
  - Taniguchi Tadatsugu

- 1989
  - Migishi Setsuko
  - Matsumoto Seichō
  - Morishita Yōko
  - Hayashiya Tatsusaburo
  - Masaji Kiyokawa
  - Toyoshima Kumao und Yamamoto Tadashi
  - Kawasaki Tomisaku (Kinderarzt) – für die Erforschung der nach ihm benannten Kawasaki-Krankheit

- 1990
  - Yoshida Hidekazu
  - Shimada Shujiro
  - Hakomori Senichiro
  - Miyawaki Akira
  - Sagawa Masato

### 1991 bis 2000
- 1991
  - Miyake Issei
  - Yasuoka Shōtarō
  - Katō Shūson
  - Tsuboi Kiyotari
  - Shimura Gorō (Mathematiker) – für seine Forschungen auf dem Gebiet der Zahlentheorie
  - Masaki Tomō

- 1992
  - Okubo Toshiaki
  - Maki Fumihiko
  - Wakasugi Hiroshi (Dirigent) – für seine Leistungen und seine Tätigkeit, mit der er als internationaler Dirigent Japan repräsentierte
  - Chin Shunshin
  - Sakagami Shoichi
  - Noyori Ryōji

- 1993
  - Katō Shūichi
  - Nishida Tatsuo
  - Fujisawa Shūhei
  - Yamada Isuzu
  - Kanamori Hiroo
  - Takeichi Masatoshi

- 1994
  - Hotta Yoshie
  - Ōe Kenzaburō
  - Andō Tadao
  - Tsurumi Shunsuke
  - Makoto Kobayashi und Masukawa Toshihide
  - Maruyama Kōsaku

- 1995
  - Tanikawa Shuntarō
  - Maruki Iri und Maruki Toshi
  - Katsura Beichō
  - Obayashi Taryo
  - Syukuro Manabe
  - Hirokawa Nobutaka

- 1996
  - Ōoka Makoto
  - Uchida Mitsuko
  - Yamada Yōji
  - Shirakawa Shizuka
  - Iijima Sumio
  - Fujihiro Araki

- 1997
  - Donald Keene
  - Kawai Hayao
  - Tanaka Ikkō
  - Yoshida Tamao
  - Iga Kenichi
  - Nagata Shigekazu (Molekularbiologe) – für die Erforschung des molekularen Mechanismus der Apoptose

- 1998
  - Mado Michio
  - Yamane Yuzo
  - Suzuki Osamu
  - Kamioka Observatorium an Totsuka Yōji (Physiker) als Stellvertreter
  - Yanagida Toshio

- 1999
  - Tsurumi Kazuko
  - Miwa Tetsuji und Jinbo Michio
  - Baba Akiko
  - Ninagawa Yukio
  - Suda Tatsuo
  - Ogawa Seiji

- 2000
  - Inoue Hisashi (Schriftsteller)
  - Kusama Yayoi
  - Shigeyama Sensaku
  - Akasaki Isao und Nakamura Shūji
  - Yanagida Mitsuhiro

### 2001 bis 2010
- 2001
  - Ishimure Michiko – für ihr kreatives Werk, das die Krise des Ökosystems aufgrund von Umweltverschmutzung aufzeigt
  - Miyazaki Hayao – für außergewöhnliche Animations-Filme
  - Takayasu Higuchi – für seine Pionierleitung in der Archäologie, die den Austausch zwischen Ost und West in einem neuen Licht erscheinen lässt
  - Jun Akimitsu – für die Entdeckung eines neuen Hochtemperatursupraleiters
  - Tokura Yoshinori – für seine Forschungen auf dem Gebiet der Elektronik

- 2002
  - Kawakubo Rei – für ihre bahnbrechende Kreativität, die sie zu einer führenden Mode-Designerin machte
  - Saburō Shiroyama – für seine literarischen Leistungen und die Schaffung eines neuen Genres, der Business Fiction, die die Beziehung des Einzelmenschen zu Organisationen behandelt
  - Katō Kazuya – für seine Forschung auf dem Gebiet der Zahlentheorie
  - Tamao Kohei – für bahnbrechende Forschung und Entwicklung in der Organometallchemie

- 2003
  - Hiroyama Ikuo – für seine Leistungen als Künstler und sein Engagement um den Denkmalschutz
  - Maruya Saiichi (Schriftsteller) – für sein literarisches Werk und insbesondere für Kagayaku Hinomiya (The Shining Prince)
  - Kanbara Hideki – für die Entwicklung eines Geräts zur DNA-Sequenzierung mit hohem Datendurchsatz
  - Miyashita Yasushi – für die Erklärung des Erinnerungsmechanismus des Gehirns

- 2004
  - Nakamura Minoru – für seine poetisches Werk und seine Leistungen ums Literaturmuseum bis hin zu seinem Werk Meine persönliche Geschichte der Shōwa-Zeit (わたしの昭和史, Watashi no Shōwa-shi)
  - Akiyoshi Toshiko – für die Entwicklung und Verbreitung der Jazz-Musik nach amerikanischem Vorbild als Pianistin und als Big-Band-Leiterin
  - Itakura Fumitada – für die Entwicklung einer Komprimierungstechnologie, die für Mobiltelefone eingesetzt wird
  - Tanaka Keiji – für die Bestimmung der Struktur und des Mechanismus von Proteasom im Hinblick auf die Protein-Degradation

- 2005
  - Hayashi Kyōko (Schriftstellerin) – für ihr herausragendes literarisches Schaffen, vollendet mit einer 8-bändigen Gesamtausgabe
  - Iwaki Hiroyuki (Musiker) – für Verbreitung japanischer Gegenwartsmusik als Dirigent
  - Osawa Shōichi – für seine Leistungen als Schauspieler und für die Neubewertung traditioneller japanischer Straßenkünstler
  - Kuramoto Yoshiki – für seine Pionierarbeiten zu einem nicht linearen Modell des Synchronisierungsphänomens
  - Akira Shizuo – für seine Forschung über den Mechanismus der Erkennung von Pathogenen in der natürlichen Immunität

- 2006
  - Tanabe Seiko – für ihr herausragendes literarisches Schaffen, vollendet mit einer 25-bändigen Gesamtausgabe
  - Murakami Haruki (Schriftsteller) – für sein in zahlreiche Sprachen übersetztes literarisches Werk
  - Nomura Mansaku – für seinen Beitrag zum Theater und seine herausragende darstellerische Leistung im Kyōgen
  - Kawato Mitsuo
  - Kondō Takao – für seine Forschung zum molekularen Mechanismus der biologischen Uhr
  - Shimomura Osamu – für seine Entdeckung grün fluoreszierender Proteine und seinen Beitrag zu Biowissenschaften

- 2007
  - Ishii Momoko (Schriftstellerin) – für ihr Engagement um die Kinder- und Jugendliteratur und für die Übersetzung von Winnie Puuh
  - Takemoto Sumitayū (Puppenspieler) – für seine Verdienste um das japanische Puppentheater Bunraku und als bester Tayū (Erzähler)
  - Miyazaki Terunobu[9] und Yuasa Shinji[10] – für ihre Forschung um die Entwicklung und Anwendung des TMR
  - Fukuyama Yukio,[11] Toda Tatsushi[12] (Mediziner) und Endō Tamao[13] (Pharmakologe) – für die Entdeckung des Fukuyama Typs kongenitaler Muskeldystrophie (MDC) und die Aufklärung damit verbundener Krankheiten
  - Yamanaka Shin’ya – für die Entwicklung und den Nachweis einer neuen Methode zur Erzeugung pluripotenter Stammzellen

- 2008
  - Mizuki Shigeru (Mangaka) – für seine Beiträge zur Manga-Kultur, die Schrecken des Krieges darstellend
  - Sawachi Hisae (Schriftstellerin) – für ihre nicht fiktionale Darstellung der Hintergründe, die zum Zweiten Weltkrieg führten
  - Betsuyaku Minoru (Dramatiker) – für sein Werk, das die Etablierung des absurden Theaters in Japan beförderte
  - Ōsumi Yoshinori[14] (Zellbiologe) – für die Aufklärung der molekularen Abbauprozesse in der Autophagozytose

- 2009
  - Itō Toyō (Architekt) – für seine Werke in der modernen Architektur, die die Auffassung von Raum erweiterten
  - Hideki Noda (Schauspieler und Intendant) – weil er neue Wege im modernen Theater beschritt und den internationalen Austausch förderte
  - Fukaya Kenji (Mathematiker) – für seine Forschungen zur Symplektischen Geometrie
  - Toyoshima Chikashi (Biophysiker) – für die Aufklärung der mechanischen Arbeitsweise der Calciumpumpe
  - Suwa Gen[15] (Anthropologe) – für die Erforschung der Frühstadien der menschlichen Evolution und des Ardipithecus ramidus

- 2010
  - Ikezawa Natsuki (Schriftsteller) – für sein Werk als Schriftsteller und Kritiker
  - Harada Masazumi (Mediziner) – für seine interdisziplinäre Studie über die Minamata-Krankheit
  - Projektteam der Raumsonde Hayabusa – für die gelungene Zusammenarbeit von Forschung, Wirtschaft und Administration
  - Hosono Hideo (Physiker) – für die Entwicklung durchsichtiger Oxid-Halbleiter und -Metalle

### 2011 bis 2020
- 2011
  - Tadanori Yokoo (Künstler) – für innovatives Grafik-Design und zeitgemäße Gemälde
  - Isao Tomita (Komponist) – für seine weltweite Tätigkeit als Komponist
  - Chizuko Ueno (Soziologin) – für ihre Forschung und deren Anwendung auf dem Gebiet der Gender Studies, des Feminismus und der Pflege
  - Hidetoshi Katori (Physiker) – für seine Forschung zu Gitteruhren (optical lattice clock)
  - Shimon Sakaguchi (Mediziner)- für die Aufklärung des Mechanismus der Immuntoleranz durch die Entdeckung regulatorischer T-Zellen
- 2012
  - Kara Jūrō (Schauspieler, Schriftsteller) – für seine Bühnenstücke und originelle Aufführungen in Zelten
  - Matsunami Hiroyuki (Ingenieur) – für seine Forschungen über Halbleiter und Siliziumkarbid
  - Kamiya Nobuo (Biochemiker) und Shin Kenjin (Biochemiker) – für die Erklärung des molekularen Mechanismus der Sauerstoffproduktion bei der Photosynthese
- 2013
  - Takarazuka Revue (Musiktheater) – für ihre Beiträge zur japanischen Bühnenkunst in den letzten 100 Jahren
  - Tatsuya Nakadai (Schauspieler) – für sein Verdienst um die Schauspielkunst und die Filmwelt
  - Kenji Kosaka (Psychiater) – für die Entdeckung der Lewy-Körper-Demenz
  - Mori Kazutoshi (Biologe) – für die Erklärung des endoplasmic reticulum stress auf zellularer Ebene
- 2014
  - Ban Shigeru (Architekt) – für neue Desginideen, die durch Architektur Gebiete unterstützt, die vom Erdbeben und Tsunami betroffen sind
  - Yamada Taichi (Schriftsteller) – für seine jahrelange führende Rolle bei der Produktion japanische TV-Dramas
  - Ōmura Satoshi (Pharmazeut) – für die Entdeckung und Entwicklung von Medikamenten gegen Parasiten und seinen Beitrag zur weltweiten Gesundheitsfürsorge
  - Mitsuya Hiroaki (Mediziner) – für die Entdeckung von Medikamenten gegen AIDS und die Etablierung einer Behandlungsmethode
- 2015
  - Kazushi Ōno (Dirigent) – für seine tatkräftige Betätigung als Dirigent außerhalb Japans
  - Tōta Kaneko (Poet) – für seine führende Rolle als Haikuist in der Nachkriegszeit
  - Shinji Murai (Chemiker) – für die Entwicklung eines neuen Syntheseverfahrens durch die Aktivierung nicht reaktiver Verbindungen
  - Masayuki Yamamoto und Yoshinori Watanabe (Biologen) – für die Aufklärung der molekularen Vorgänge bei der Meiose
- 2016
  - Nobuo Tsuji (Kunsthistoriker) – für seine Leistungen um die japanische Kunstgeschichte durch die Neubewertung exzentrischer Maler
  - Moto Hagio (Mangaka) – für eine neuartige Ausdrucksform im Manga
  - Hiraku Nakajima (Mathematiker) – für seine Darstellungstheorie und seine Beiträge zur mathematischen Physik
  - Forschungsgruppe des chemischen Elements Nihonium, vertreten durch Kōsuke Morita (Kernphysiker) für die Entdeckung und Benennung des 113. Elements
- 2017
  - Kitagawa Framu (Art Director) – für die Wiederbelebung und Kultivierung der Künste durch Kunstfestivals in ländlichen Gebieten und den japanischen Inseln
  - Jakuchō Setouchi (Nonne und Schriftstellerin) – für ihren Einsatz als Friedensaktivistin und ihre schriftstellerischen Arbeiten zur Verbesserung der Stellung der Frau
  - Mahito Kohmoto – für seine Einführung in die Topologie der Festkörperphysik
  - Yanagisawa Masashi – für die Entdeckung der Orexine und seine Forschung um deren Einfluss auf das Essverhalten und den Schlafrhythmus von Säugetieren
- 2018
  - Akira Koba – für die seine historische Grundlagenforschung auf den Gebieten der Politik, Demokratie und des Rechts
  - Hirokazu Kore-eda – für seine filmischen Leistungen wie auch seine Erfolge bspw. bei den Internationalen Filmfestspielen von Cannes
  - Tatsuaki Okamoto – für seine Pionierleistungen auf dem Gebiet des kryptographischen Designs und der Perfekten Sicherheit
  - Tatsuya Hirano – für die Entdeckung der Condensine und deren Funktion beim Aufbau der Chromosomen
- 2019
  - Tawada Yōko (Schriftstellerin) – für ihre grenzüberschreitenden literarischen Arbeiten in deutscher und japanischer Sprache
  - Yanagiya Kosanji (Bühnenkünstler) – für seine Leistungen in der Tradition und Nachfolge des Edo-Rakugo
  - Saitō Michinori – für die Aufklärung und in-vitro Produktion des Entwicklungsmechanismus von Keimzellen
  - Higashiyama Tetsuya – für die Aufklärung des Mechanismus der Befruchtung von Pflanzen
- 2020
  - Haruomi Hosono (Musiker) – für seine musikalischen Bemühungen, die zu großen Veränderungen in der populären Musik führten
  - Daidō Moriyama (Fotografen) – für seine Leistungen über 60 Jahre, in denen er die wahre Natur der Fotografie weiterverfolgt hat
  - Tsai Jaw-Shen (Taiwanischer Physiker) und Yasunobu Nakamura (Physiker) – für die Entwicklung eines supraleitenden Qubit, das zu Fortschritten in der Quanteninformationsverarbeitung beigetragen hat
  - Takurō Mochizuki (Mathematiker) – für die Forschung in Harmonische Bündel und Twistor-D-Modules

### Asahi-Sonderpreis
Der Sonderpreis wird an Einzelpersonen vergeben, die sich durch jahrelanges internationales oder soziales Engagement verdient gemacht haben, und deren Verdienst nicht den Preiskategorien zugeordnet werden kann.
- 1995 Asahi-Sonderpreis Sport: Aoki Hanji – für sein Engagement zur Förderung des Amateursports
- 1999 Asahi-Sonderpreis Internationales Engagement: Ogata Sadako – für ihr unermüdliches Engagement als UN-Hochkommissarin für Flüchtlinge.
- 2016 Asahi-Sonderpreis für den japanischen Verband von Organisationen Leidtragender der A- und H-Bombe (日本原水爆被害者団体協議会 englisch Japan Confederation of A- and H-Bomb Sufferers Organizations) für ihre Bemühungen um die Rettung Betroffener und die Bemühungen um eine kernwaffenfreie Welt
- 2019 Asahi-Sonderpreis für Fotografie an Tanuma Takeyoshi für sein 70-jähriges Wirken als Fotograf